# استپلتون
استپلتون (به انگلیسی: Stapleton) شهرکی واقع در ایالت قلمرو شمالی در استرالیاست. این شهر در ۱۱۴ کیلومتری (۷۱ مایلی) جنوب داروین و ۱۰ کیلومتری (۶ مایلی) شمال غرب آدلاید ریور واقع شده است.